# Antón de Montoro
Antón de Montoro (¿Montoro, Córdoba,? c. 1404 - Córdoba, c. 1483) fue un poeta satírico  judeoconverso del siglo XV perteneciente a la lírica cancioneril.

## Biografía
Vivió durante los reinados de Juan II y Enrique IV y, aunque hay quien dice que falleció en 1477, alcanzó a ver los primeros años del reinado de los Reyes Católicos. Hijo de un judío orfebre ambulante, era aljabibe o ropero , esto es, sastre, humilde oficio que no dejaron de recordarle los poetas rivales tan asiduamente como su estirpe judaica y ser converso él mismo; incluso se burlaron de ello otros poetas judeoconversos, como Juan de Valladolid, Rodrigo Cota, el comendador Román o Juan Agraz, a los que respondió violenta y jocosamente. Por el contrario, otro converso, el gran Juan Álvarez Gato, lo elogia. Fue protegido por Pedro Fernández de Córdoba, señor de Aguilar, más conocido como Pedro de Aguilar. Tras la muerte de este, su hijo Alonso de Aguilar, hermano del futuro Gran Capitán Gonzalo Fernández de Córdoba y alcalde de Córdoba, Antequera y Alcalá la Real, le dispensó una protección similar. Tuvo relación con grandes poetas nobles de la Escuela alegórico-dantesca, como el marqués de Santillana y Gómez Manrique, e imitó incluso al más grande de todos ellos, Juan de Mena, en unos pocos poemas de arte mayor. Vivió buena parte de su vida en Córdoba, donde ejerció su profesión, y residió en los barrios de San Andrés y Santo Domingo, conocidos núcleos conversos de dicha ciudad.
Formó parte de los poetas de cancionero y, en las 164 composiciones que nos han quedado de él, cultivó todos los temas (lírica de amor cortés, de burlas -en la que destacó especialmente-, satírico, obsceno, de elogios, de circunstancias, devotas) e intervino en polémicas poéticas, por ejemplo, defendiendo a las mujeres de los dicterios que contra ellas escribió Pere Torrellas.
Sus primeras composiciones datables se remontan a 1448, cuando redacta "Oh cama, de nuevos de ver girifaltes", un complejo poema de arte mayor donde denuncia a los responsables de la muerte de los dos hermanos comendadores. Los últimos poemas, también de tema político, son las tres extensas composiciones que produce entre 1473 y 1474 tras los motines anticonversos o pogromos de Córdoba y Carmona en los que protesta ante Enrique IV, Isabel la Católica y Alfonso de Aguilar, por las persecuciones de que es víctima su grupo. Solicitó piedad a los Reyes Católicos durante las persecuciones de judíos producidas a finales de siglo y se obsesionó profundamente con la situación de los judíos y judeoconversos. En su composición "Montoro a don Alonso, cuando la destrucción de los conversos en Córdoba" refiere los hechos reales sucedidos en Córdoba durante la Semana Santa de 1473, cuando durante tres días se produjo un pogrom de judíos y conversos del que él pudo escapar. No sería su única composición inspirada en hechos reales, ya que en 1448 había escrito el poema "A la muerte de los dos hermanos Comendadores", una elegía acerca del asesinato por parte de Fernán Alonso, Veinticuatro de Córdoba, de su esposa Beatriz de Fiñestrosa, dos de sus criadas y dos Comendadores de la ciudad.
Otorgó testamento en 1477, pero murió entre 1483 y 1484 en la época de Isabel y Fernando, después de que Sixto IV firmara la Bula de la Inquisición y el Tribunal del Santo Oficio se instaurara en Córdoba.